# چونی گوسوامی
چونی گوسوامی (به انگلیسی: Chuni Goswami؛ زادهٔ ۱۵ ژانویهٔ ۱۹۳۸ – درگذشتهٔ ۳۰ آوریل ۲۰۲۰) بازیکن فوتبال و بازیکن کریکت اهل هند بود.
از جمله باشگاه‌هایی که وی در آن‌ها بازی کرده‌است، می‌توان به باشگاه ورزشی موهان باگان اشاره کرد.